# 14. National Hockey League All-Star Game
Das 14. National Hockey League All-Star Game wurde am 1. Oktober 1960 in Montréal, Kanada, ausgetragen. Das Spiel fand im Forum de Montréal, der Spielstätte des Stanley-Cup-Siegers Canadiens de Montréal statt.
Die NHL All-Stars konnten die Canadiens mit 2:1 besiegen. Es war das erste All-Star Game ohne Maurice Richard, der als einziger Spieler zuvor an allen Spielen teilgenommen hatte.

## Mannschaften
| #           | Land        | Spieler          | Pos.             | Team                |
| Torhüter    |             |                  |                  |                     |
| 1           | Kanada 1957 | Glenn Hall       | Glenn Hall       | Chicago Blackhawks  |
| Verteidiger |             |                  |                  |                     |
| 2           | Kanada 1957 | Bob Armstrong    | Bob Armstrong    | Boston Bruins       |
| 3           | Kanada 1957 | Marcel Pronovost | Marcel Pronovost | Detroit Red Wings   |
| 4           | Kanada 1957 | Red Kelly        | Red Kelly        | Toronto Maple Leafs |
| 5           | Kanada 1957 | Pierre Pilote    | Pierre Pilote    | Chicago Blackhawks  |
| 6           | Kanada 1957 | Bronco Horvath   | Bronco Horvath   | Boston Bruins       |
| 14          | Kanada 1957 | Bill Gadsby      | Bill Gadsby      | New York Rangers    |
| 18          | Kanada 1957 | Allan Stanley    | Allan Stanley    | Toronto Maple Leafs |
| Angreifer   |             |                  |                  |                     |
| 7           | Kanada 1957 | Vic Stasiuk      | LW               | Boston Bruins       |
| 8           | Kanada 1957 | Norm Ullman      | C                | Detroit Red Wings   |
| 9           | Kanada 1957 | Gordie Howe      | RW               | Detroit Red Wings   |
| 10          | Kanada 1957 | Andy Bathgate    | LW               | New York Rangers    |
| 11          | Kanada 1957 | Bill Hay         | C                | Chicago Blackhawks  |
| 12          | Kanada 1957 | Andy Hebenton    | RW               | New York Rangers    |
| 15          | Kanada 1957 | George Sullivan  | C                | New York Rangers    |
| 16          | Kanada 1957 | Bobby Hull       | LW               | Chicago Blackhawks  |
| 17          | Kanada 1957 | Don McKenney     | C                | Boston Bruins       |
| 19          | Kanada 1957 | Frank Mahovlich  | LW               | Toronto Maple Leafs |
| 20          | Kanada 1957 | Bob Pulford      | LW               | Toronto Maple Leafs |

| #           | Land        | Spieler          | Pos.            |
| Torhüter    |             |                  |                 |
| 1           | Kanada 1957 | Jacques Plante   | Jacques Plante  |
| Verteidiger |             |                  |                 |
| 2           | Kanada 1957 | Doug Harvey      | Doug Harvey     |
| 10          | Kanada 1957 | Tom Johnson      | Tom Johnson     |
| 11          | Kanada 1957 | Bob Turner       | Bob Turner      |
| 17          | Kanada 1957 | Jean-Guy Talbot  | Jean-Guy Talbot |
| 19          | Kanada 1957 | Albert Langlois  | Albert Langlois |
| Angreifer   |             |                  |                 |
| 4           | Kanada 1957 | Jean Béliveau    | C               |
| 5           | Kanada 1957 | Bernie Geoffrion | RW              |
| 6           | Kanada 1957 | Ralph Backstrom  | C               |
| 8           | Kanada 1957 | Bill Hicke       | RW              |
| 12          | Kanada 1957 | Dickie Moore     | RW              |
| 16          | Kanada 1957 | Henri Richard    | C               |
| 18          | Kanada 1957 | Marcel Bonin     | LW              |
| 22          | Kanada 1957 | Don Marshall     | LW              |
| 23          | Kanada 1957 | André Pronovost  | LW              |
| 24          | Kanada 1957 | Claude Provost   | RW              |

## Spielverlauf

### NHL All-Stars 2 – 1 Montréal Canadiens
| Team       | Zeit  | Stand | Torschütze      | Vorlagengeber   | Vorlagengeber   |
| 2. Drittel |       |       |                 |                 |                 |
|            | 20:40 | 1–0   | Frank Mahovlich | Pierre Pilote   | Red Kelly       |
|            | 31:40 | 1–1   | Claude Provost  | Ralph Backstrom | André Pronovost |
|            | 35:15 | 2–1   | Andy Hebenton   |                 | George Sullivan |

Schiedsrichter: Eddie Powers 

Linienrichter: George Hayes, Neil Armstrong 

Zuschauer: 13.949